# Ломоносовский проспект
Ломоно́совский проспе́кт — проспект в Юго-Западном и Западном административных округах города Москвы. Проходит от улицы Вавилова параллельно Университетскому проспекту до Мосфильмовской улицы.
Пересекает Ленинский проспект, Проспект Вернадского, Мичуринский проспект, площади площадь Джавахарлала Неру, площадь 60-летия СССР и Индиры Ганди.
Справа примыкают улицы: Коперника, Лебедева, Менделеевская и Дружбы.
Нумерация домов ведётся от улицы Вавилова.

## Происхождение названия
Назван в 1956 году в честь М. В. Ломоносова в связи с расположением около Московского государственного университета им. Ломоносова.

## История
Проспект образован в результате планировки в конце 1940-х гг. Юго-Западного района, произведённой под руководством архитектора А. В. Власова, как магистраль, ограничивающая территорию МГУ с юго-запада. Часть проспекта приблизительно прошла по трассе бывшего Боровского шоссе, до 1956 года носила условное название «Проезд 726». Вдоль проспекта до 2002 года проходила заводская вывозная железнодорожная ветка от располагавшихся там ЖБИ-производств до Киевской ж.д., созданная во время строительства МГУ. Самая старая часть проспекта между улицей Вавилова и проспектом Вернадского застроена в 1955—1957. В 1955 году на этом участке проспекта проложили трамвайную линию, а в 1957 году — троллейбусную. В 1959 году открыта станция метро Университет. В 1961 году Ломоносовский проспект проложили до Мосфильмовской улицы и соединили с Минской улицей.

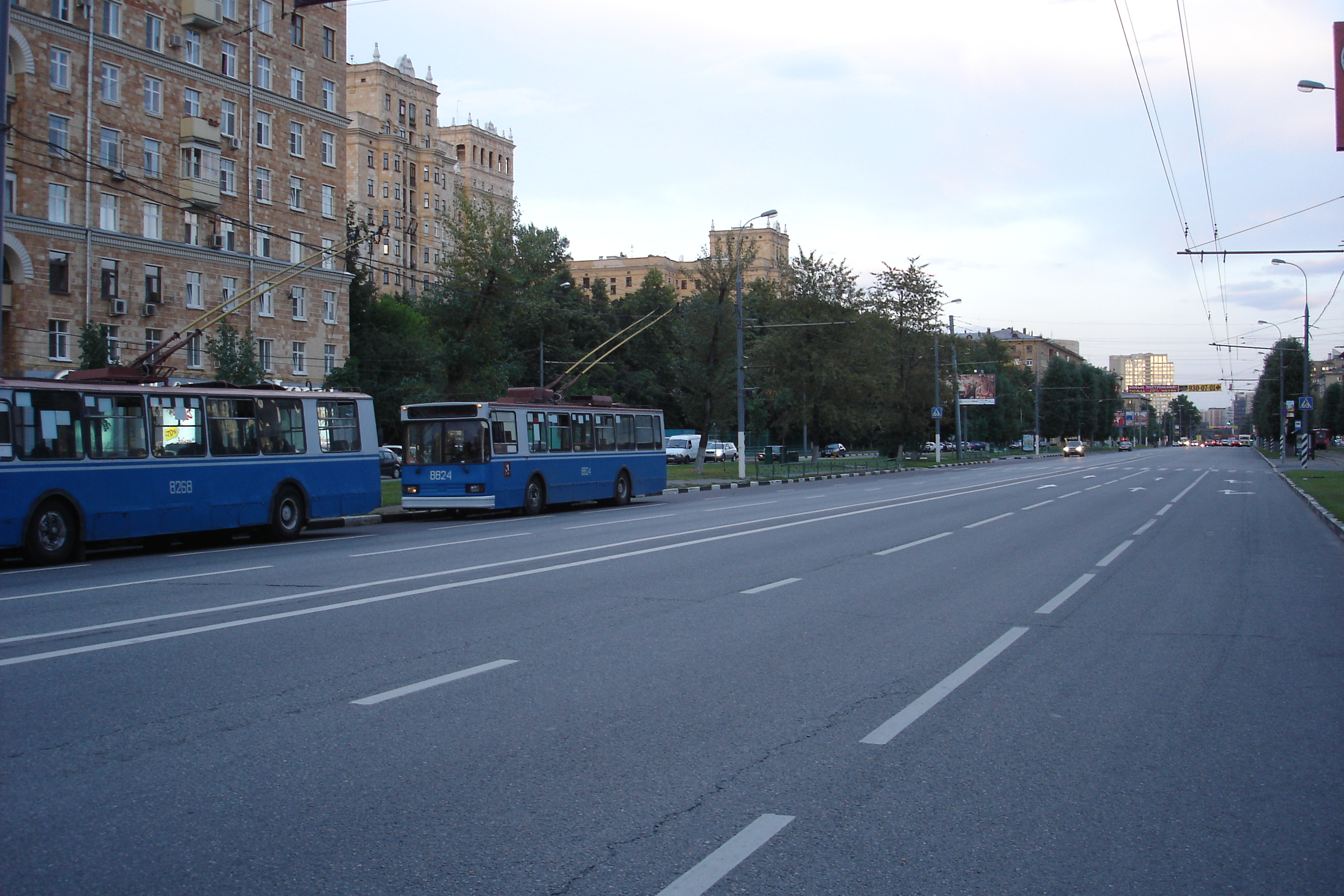
Троллейбусы до их отмены в Москве, на заднем плане жилой дом для профессоров и преподавателей МГУ

С 2003 года началась застройка проспекта между проспектами Мичуринским и Вернадского. В 2005 году сооружено здание Библиотеки МГУ, в 2007 году — Первый учебный корпус и Медицинский центр МГУ. Достроены жилые кварталы «Шуваловский» и «DOMINION». В перспективе Ломоносовский проспект должен был войти в состав Четвёртого транспортного кольца.
В 2017 году на северо-западной оконечности проспекта открыта одноимённая станция метро ( Ломоносовский проспект).

## Примечательные здания и сооружения

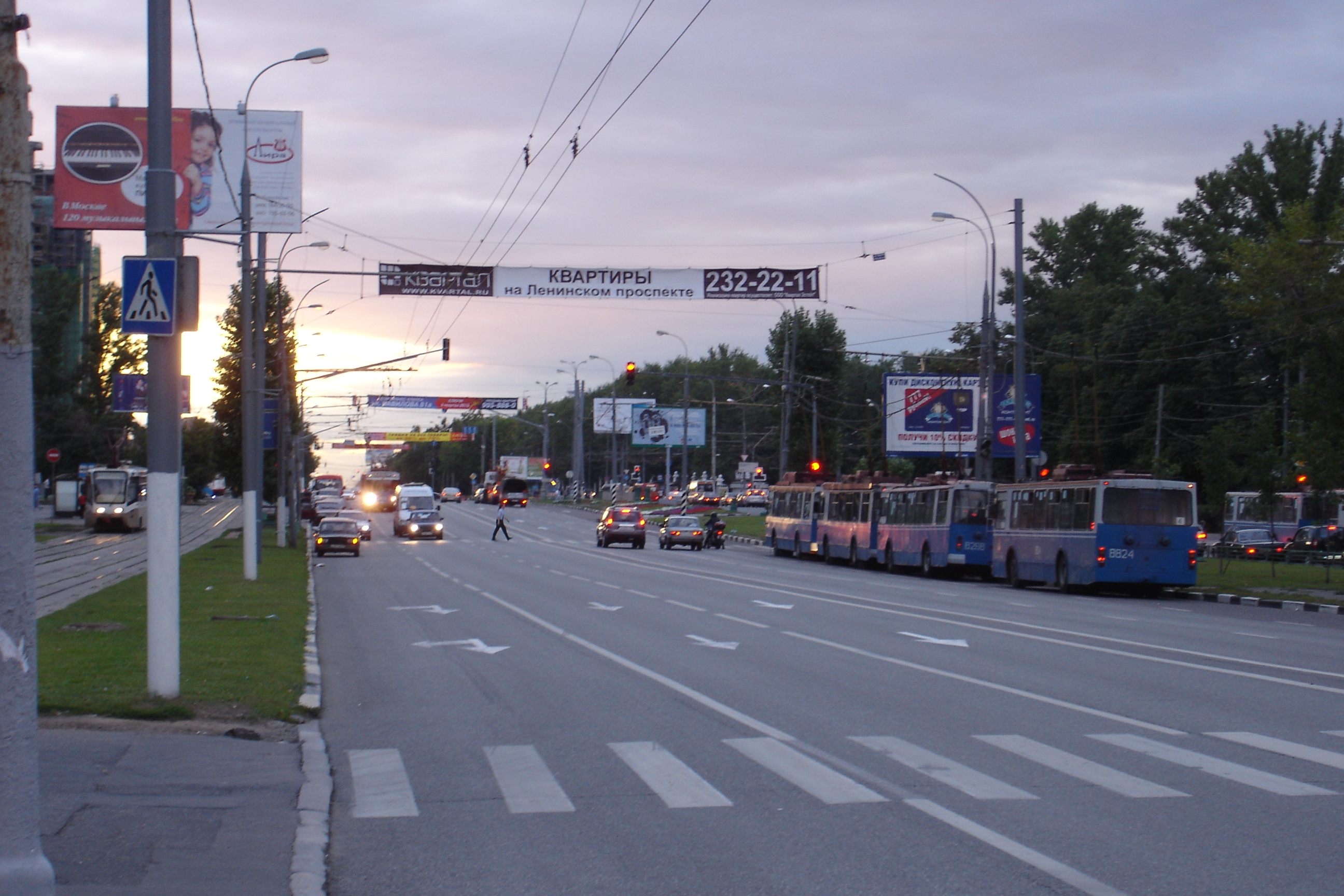
Вид проспекта, выходящего на площадь Дж. Неру

### по нечётной стороне
- № 1/64 — Черёмушкинский рынок (1961, арх. В. Н. Жадовская, П. Е. Селецкий).
- № 3 — жилой дом. Здесь жил советский учёный-американист А. В. Ефимов[2].
- № 5 — жилой дом. Здесь жил Герой Советского Союза Кукушкин, Виктор Николаевич (мемориальная доска)
- № 13 — школа № 118 (ранее - средняя школа № 11)
- № 15 — дом был построен для членов Союза писателей СССР в 1957 году по проекту архитекторов Е. Н. Стамо, И. А. Каткова, А. Ивянского. В доме жили писатели И. А. Гофф[3], Г. Я. Бакланов[4], И. И. Дик[5], А. П. Казанцев[6], А. О. Авдеенко, поэты В. Н. Соколов[7], К. Я. Ваншенкин[8], Б. А. Слуцкий[9], журналист А. А. Аграновский[10].  Также в этом доме в разное время проживали:   В. Н. Ажаев, В. Ф. Боков, Ю. В. Бондарев, А. А. Вергелис, Н. Д. Вигилянский, Н. Н. Вильям‑Вильмонт, В. С. Гроссман, Ч. Г. Гусейнов, Ю. В. Друнина, К. Л. Зелинский, И. П. Золотусский, Е. А. Исаев, И. А. Кашкин, В. А. Кочетов, А. Я. Марков, С. С. Наровчатов, П. А. Николаев, Г. Е. Николаева, Е. Н. Пермитин, В. В. Полторацкий, Л. И. Скорино, Б. А. Слуцкий, В. А. Смирнов, С. В. Смирнов, В. А. Солоухин, Т. Г. Сытина, Г. С. Фиш, А. Б. Чаковский, Л. Г. Якименко.[11]
- № 17 — здание бывшего кинотеатра «Прогресс» (1958, архитекторы Е. Гильман, Ф. Новиков, И. Покровский, инженер М. Кривицкий). Проект здания кинотеатра был специально разработан для Ломоносовского проспекта, позднее тот же проект реализовали на Новопесчаной улице (кинотеатр «Ленинград») и на улице Зои и Александра Космодемьянских («Рассвет»)[12]. С 1998 года здание занимал Московский драматический театр А. Джигарханяна. В 2021 году театр присоединён к Московскому академическому театру сатиры как Прогресс сцена А. Джигарханяна Театра сатиры.
- № 19 — дом был построен для сотрудников Госплана СССР. Жилой дом с эркерами (1957, архитекторы Е. Н. Стамо, И. А. Катков, А. Ивянский). Здесь жили драматург А. М. Борщаговский[13], писатель В. Ф. Тендряков[14], поэтесса Юлия Друнина[15], театровед Марианна Строева[16], поэт Ярослав Смеляков (мемориальная доска)[17], литературовед Борис Галантер[18].  Также в этом доме в разное время проживали:  И. П. Друцэ, В. Д. Дудинцев, Марк Максимов, Л. Н. Мартынов, Л. С. Овалов, Я. В. Смеляков, М. А. Соболь, Н. К. Старшинов, Н. Н. Фигуровский.[11]
- № 21 — школа № 118 (ранее - средняя школа № 1)
- № 23 — 8-этажный жилой дом на 560 квартир с большим внутренним двором. Построен в 1956 году
- № 27 — Библиотека МГУ (2003—2005, арх. Г. Н. Цитович)
- № 27, корп 4 — Первый учебный корпус МГУ (2005—2007, архитекторы Ю. П. Григорьев, А. В. Кузьмин, Г. Н. Цитович)
- № 29/8 — Гостиница «Университетская» и Просветительский комплекс Паломнического центра Московского Патриархата (бывш. кинотеатр «Литва» и магазин венгерских товаров «Балатон», 1967, арх. Ю. Шевченко)
- № 31, корп. 1-7 — Филиал Дома Студентов МГУ (ФДС), студенческое общежитие.
- № 33, корп. 1 — жилой дом. Здесь жили математик П. Л. Ульянов[19], актёр В. В. Баранов[источник не указан 3742 дня].
- № 33, корп. 2 — жилой дом. Здесь жил геолог В. Е. Хаин[20].
- № 35 — жилой дом преподавателей МГУ. В нём жил декан философского факультета МГУ В. С. Молодцов.

### по чётной стороне
- № 2/62 — Научно-исследовательский институт педиатрии
- № 12 — школьное здание, архитектор Г. В. Севан)[21], ныне — школа № 2086 (начальное образование)
- № 14 — Жилой дом для профессоров и преподавателей МГУ (1953—1955, архитекторы Я. Б. Белопольский, Е. Н. Стамо, М. М. Русанова, инженеры Г. Львов, Б. Турчанинов, В. Телесницкий)[22][23]. В доме жили психолог П. Я. Гальперин[24], зоолог В. Е. Флинт[25], океанолог Л. А. Зенкевич[26], учёный в области ракетно-космической техники В. П. Глушко[27], биолог М. В. Гусев[28], геофизик В. А. Магницкий[29], физикогеограф Ю. К. Ефремов[30], математик Н. В. Ефимов[31], физиолог М. Г. Удельнов[32].
- № 16 — школьное здание (1950-е, архитектор Г. В. Севан)[21], ныне — Лицей № 1533 (информационных технологий).
- № 18 — 9-этажный кирпичный жилой дом 1957 года постройки. Здесь жил искусствовед и художник И. Э. Грабарь[33]. С 1957 по 1975 год  здесь жил Дми́трий Алекса́ндрович Быстролётов  — советский разведчик-нелегал, переводчик, врач, писатель. С 1987 по 2015 гг. здесь жил историк, пушкинист, москвовед Сергей Константинович Романюк[11].

На проспект выходят корпуса Московского государственного университета (имеют нумерацию микрорайона Ленинские горы):
- МГУ, корп. 52 — 2-й гуманитарный корпус (факультет вычислительной математики и кибернетики МГУ) (1980)
- МГУ, корп. 2 — Физический факультет (1953).
- МГУ, корп. 3 — Химический факультет (1953)
- МГУ, корп. 12 — Биологический факультет (1954)

## Памятники

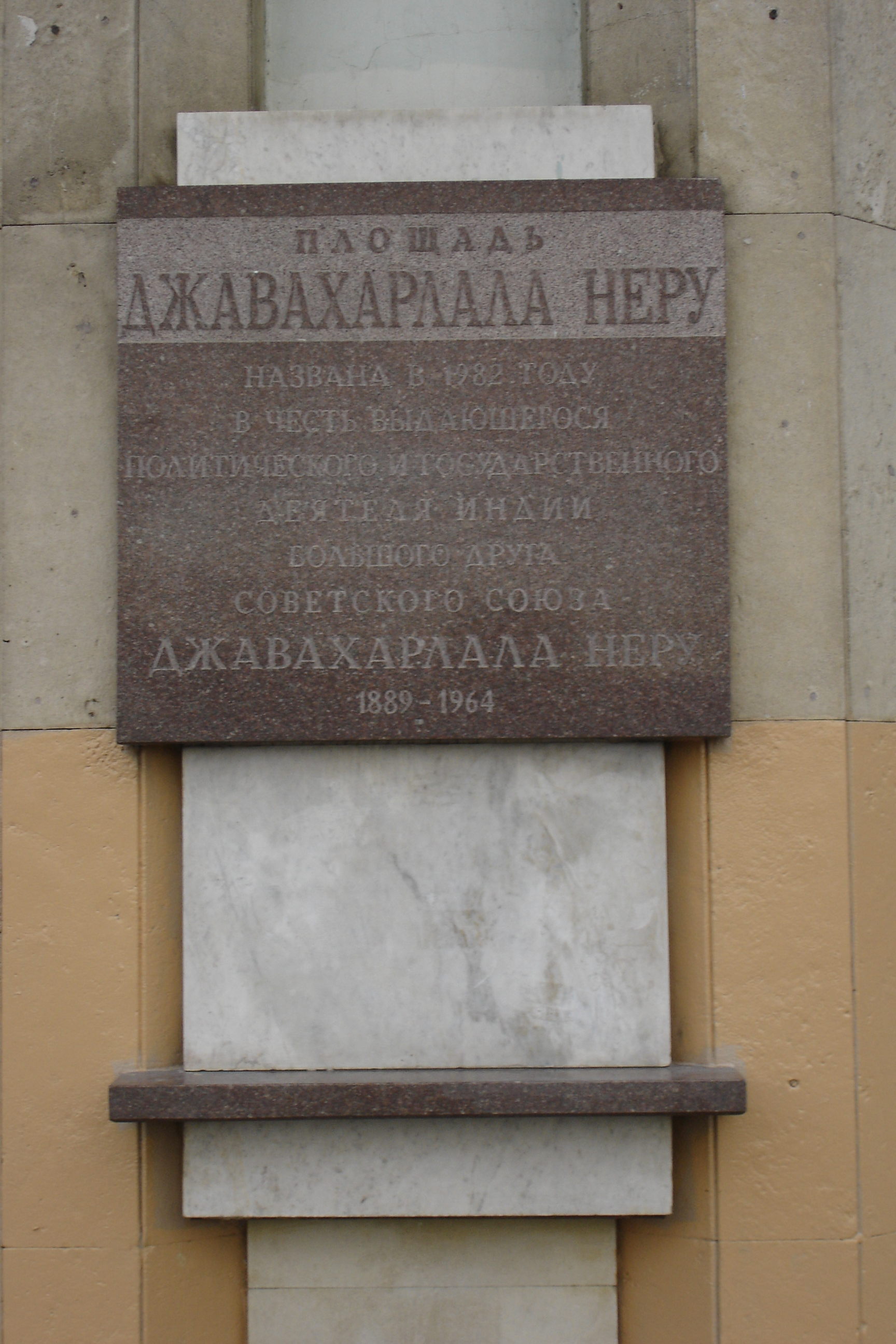
Мемориальная доска в честь Джавахарлала Неру на стене северного вестибюля станции метро «Университет».

- Памятник Индире Ганди (1987, скульптор О. К. Комов) на южной стороне площади Индиры Ганди.
- Памятник Махатме Ганди (1988, скульптор Г. Пал) на северной стороне площади Индиры Ганди.
- Памятник Александру Бутлерову (1953 год, скульптор Заир Азгур) и памятник Дмитрию Менделееву (1953 год, скульптор Андрей Бембель, архитектор Лев Руднев) перед зданием Химического факультета МГУ.
- Памятник М. В. Ломоносову (1954, скульптор Н. В. Томский) в парке перед главным зданием МГУ.
- Памятник И. Шувалову (2004, скульптор З. К. Церетели) перед зданием Фундаментальной библиотеки МГУ.
- Памятник Александру Столетову (1953, скульптор С. И. Селиханов, архитектор Л. В. Руднев) и памятник Петру Лебедеву (1953 год, скульптор Алексей Глебов, архитектор Лев Руднев) перед зданием Физического факультета МГУ[34].
- Памятник студенческим отрядам (2009 год, скульптор Александр Рукавишников) на территории кампуса МГУ, в непосредственной близости от трассы Ломоносовского проспекта.
- Памятник А. Ф. Кони (1998, скульптор А. П. Семынин) в парке перед зданием социологического факультета МГУ.
- Памятник Джавахарлалу Неру (1996, скульптор Д. Б. Рябичев) в сквере на восточной стороне площади Джавахарлала Неру (в сквере между Ломоносовским проспектом, проспектом Вернадского и улицей Николая Коперника); также мемориальная доска на стене северного вестибюля станции метро «Университет».
- Памятник воинам-танкистам (1981, скульптор А. В. Соловьёв, архитектор И. Г. Кадина) во дворе школьного здания № 21[35]

## Транспорт

### Метро
- Университет — на пересечении с проспектом Вернадского
- Ломоносовский проспект — на пересечении с Мичуринским проспектом
- Профсоюзная — ближе к западному концу проспекта

### Автобус
- 1: от проспекта Вернадского до улицы Лебедева и обратно; от Менделеевской улицы до Мичуринского проспекта и обратно
- 57: от Мичуринского проспекта улицы до Менделеевской улицы и обратно
- 67: от улицы Вавилова до Мосфильмовской улицы и обратно
- 103: от улицы Вавилова до Мосфильмовской улицы и обратно
- 111: от проспекта Вернадского до Менделеевской улицы и от улицы Лебедева до проспекта Вернадского
- 113: от проспекта Вернадского до Менделеевской улицы и от улицы Лебедева до проспекта Вернадского
- 119: от Ленинского проспекта до улицы Лебедева и обратно
- 130: от Нахимовского проспекта до Мосфильмовской улицы и обратно
- 260: от проспекта Вернадского до Мосфильмовской улицы и обратно
- 266: от проспекта Вернадского до Мичуринского проспекта и обратно
- 325: от Мичуринского проспекта до Менделеевской улицы и обратно
- 419: от Менделеевской улицы до Мичуринского проспекта
- 464: от проспекта Вернадского до улицы Лебедева и обратно; от Менделеевской улицы до Мосфильмовской улицы и обратно
- 470: от проспекта Вернадского до Мосфильмовской улицы и обратно
- 661: от проспекта Вернадского до Мичуринского проспекта и обратно
- 715: от Менделеевской улицы до Мичуринского проспекта и обратно
- 845: от улицы Вавилова до Мичуринского проспекта и обратно
- 934: от Ленинского проспекта до проспекта Вернадского и обратно
- м17: от Мосфильмовской улицы до Мичуринского проспекта и обратно
- м19: от Мичуринского проспекта до Менделеевской улицы и обратно; от улицы Лебедева до улицы Вавилова и обратно
- е29: от Мосфильмовской улицы до улицы Вавилова и обратно
- т34: от проспекта Вернадского до Мосфильмовской улицы и обратно

### Трамвай
- 14, 26, 39: от улицы Вавилова до проспекта Вернадского и обратно